# Lya Barrioz
Ligia Barrios Sánchez (Managua, 8 de junho de 1970) é uma cantora e atriz nicaraguense.